# يعقوب زيادين
يعقوب خليل إبراهيم زيادين (1922 - 5 أبريل 2015) هو الأمين عام الأسبق للحزب الشيوعي الأردني والرئيس السابق لحزب الشغيلة الشيوعي الأردني الذي اندمج مع الحزب الشيوعي لاحقاً.

## حياته
يعتبر من أبرز القِيادات الماركسية العربية، شكل مع الخلايا الماركسية الأردنية وعصبة التحرر الوطني الفلسطيني الحزب الشيوعي الأردني بقيادة فؤاد نصار الذي التقاه يعقوب زيادين في القدس انتظم في العمل الشيوعي منذ سنة 1943، انتخب نائبا في برلمان الأردن عام 1956 عن مقعد القدس المسيحي رغم أنه مواليد مدينة الكرك، واعتُقل بعد الانقلاب على حكومة النابلسي التقدمية عام 1957، وبقي في السجن لمدة ثمان سنوات، حتى صدر العفو عام 1965. وفي عام 1970 اختير عضواً في المكتب السياسي للحزب الشيوعي الأردني، وفي عام 1987 انتخب الدكتور زيادين ليُصبح الأمين العام للحزب الشيوعي الأردني وحتى العام 1996 حتى قاد انشقاقاً عن الحزب الشيوعي إثر خلافات سياسية وتنظيمية عرفت بقضية تمويل جمعية النساء العربيات، ليصبح رئيساً وأباً روحياً ومؤسساً لحزب الشغيلة الشيوعي الأردني وهو آخر منصب سياسي شغله قبل أن يتفرغ للكتابة بسبب ظروفه الصحية.
مع عودة الحياة الديمقراطية إلى الأردن، ساهم زيادين في إنشاء الحزب الشيوعي الأردني، الذي حصل على ترخيص وزارة الداخلية الأردنية في عام 1993، وشغل منصب الأمين العام للحزب حتى نهاية التسعينيات، بعد أن اختلف مع رفاق الأمس، الذين اتهمهم علناً بالانحراف عن البوصلة ومبادئ الشيوعية، فأعلن براءته منهم وغادر صفوف الحزب، الذي قضى فيه أكثر من نصف قرن.
بقي بيت يعقوب زيادين خلال آخر سنوات حياته مزاراً للشيوعيين من مختلف التنظيمات والتجمعات وكان إطاراً جامعاً لكافة الشيوعيين برغم الخلافات على كافة الأصعدة وبقي رمزاً للشيوعيين الذين عاصروه خلال أكثر من 72 عاماً من العمل السياسي والنقابي حتى آخر أيامه فقد كان قبيل وفاته عضو لجنة مؤزارة للتجمع الديموقراطي النقابي للأطباء وكان متابعاً للنشاطات السياسية والنقابية.
شارك في تأسيس اتحاد الشيوعيين الأردنيين وفي لجان دعم المقاومة العربية في كل مكان، وكان مشهوداً له بطيب المعشر وحبه للشباب الشيوعي فكان يسعد برؤية الجيل الجديد من الشيوعيين الأردنيين بمختلف انتمائاتهم التنظيمية.

ملصق للدكتور يعقوب زيادين

## مؤلفاته
1. «البدايات.. أربعون عاماً من مسيرة الحركة الوطنية الأردنية» (سيرة ذاتية)، (1981).[1]
2. «ليست النهايات»، (2006). (يتضمن الحوار المطول الذي أجرته حنّان عساف)
3. «يعقوب زيادين.. شاهد على العصر» (يتضمن الحوار الذي أجراه أحمد منصور مع يعقوب زيادين في برنامجه شاهد على العصر- قناة الجزيرة).
4. «لو عادت بي الأيام» (مقالات ومقابلات صحفية أُجريت معه)، (2011).

## وصلات خارجية
- رحيل يعقوب زيادين«أبي الشيوعيين الأردنيين»
- لقاء مع يعقوب زيادين في جريدة الدستور الأردنية
- سيرة الحزب الشيوعي الأردني في مذكرات يعقوب زيادين
- صفحة يعقوب زيادين على موقع رابطة الكتاب الأردنيين